# Thannbügl
Thannbügl ist ein Gemeindeteil der Gemeinde Deining im Landkreis Neumarkt in der Oberpfalz in Bayern.

## Lage
Die Einöde liegt im Oberpfälzer Jura auf circa 518 m ü. NHN auf der Hochfläche rechts des Oberlaufes der Weißen Laber etwa drei Kilometer nördlich des Gemeindesitzes.

## Geschichte
Der Historische Atlas von Bayern kennt für 1820 die Ansiedelung noch nicht und vermutet einen Neubau des 19. Jahrhunderts. 1836 heißt es im Repertorium zum topographischen Atlasblatt Neumarkt: „Thannbichl auch Dannbühl, E[inöde] bei Ober-Buchfeld, 1 H[of]“. Im gleichen Jahr vermelden die Matrikel des Bistums Eichstätt für „Thanbühl (-bügel)“ ein Haus mit fünf „Seelen“. 1873 wurden in dem Hof vier Stück Rindvieh gehalten. Thannbügl gehörte politisch zur Gemeinde Oberbuchfeld, die am 1. Januar 1976 nach Deining eingemeindet wurde. Kirchlich gehörte die Einöde schon zuvor zur Deininger Filialkirche Oberbuchfeld, wobei die Kinder die katholische Schule in Siegenhofen besuchten, wo 1840 ein neues Schulhaus errichtet worden war.

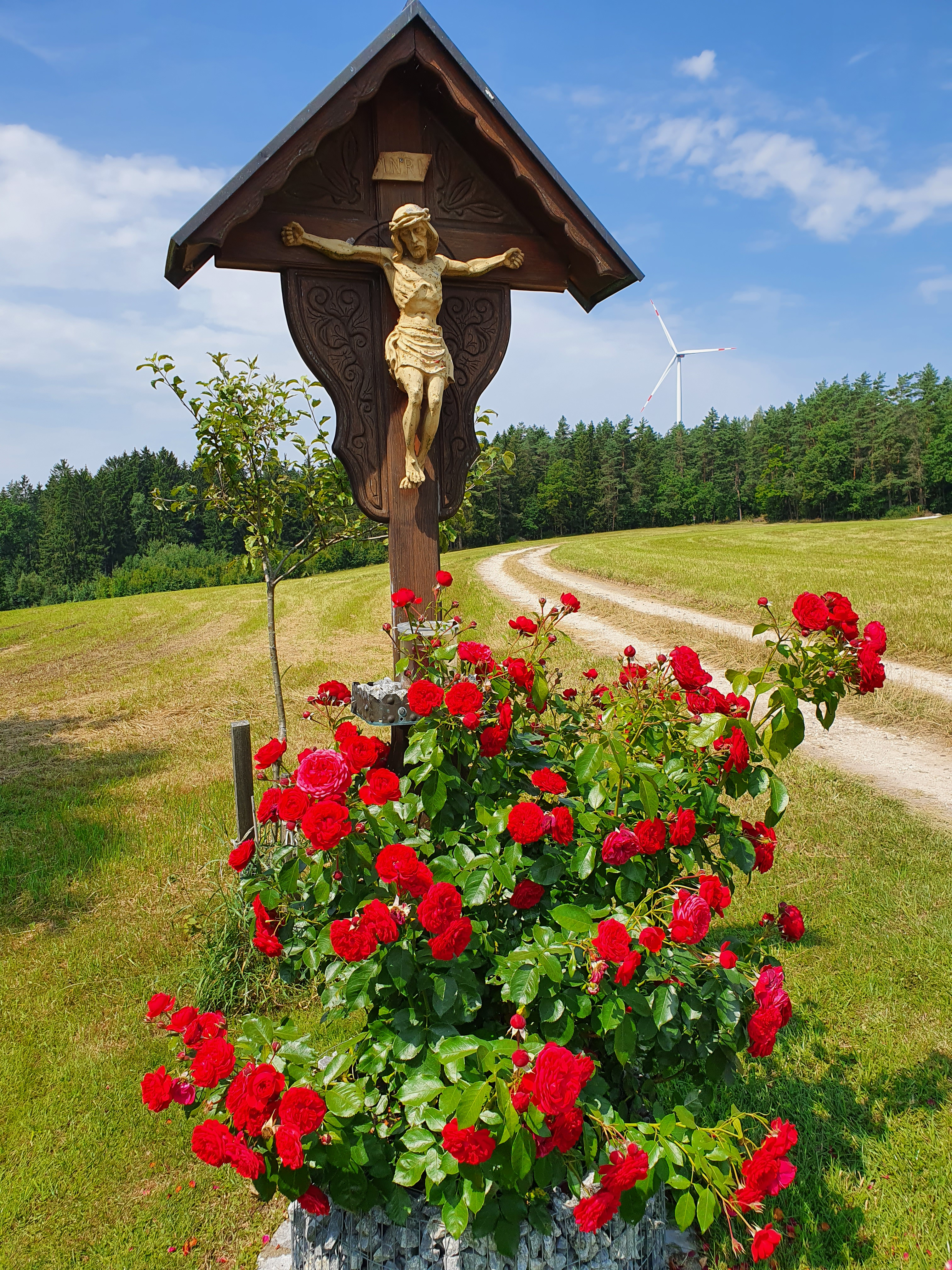
Hofkreuz von Thannbügl

### Einwohnerentwicklung
- 1836: 5 (1 Haus)[7]
- 1871: 4 (1 Gebäude)[8]
- 1900: 5 (1 Wohngebäude)[9]
- 1925: 7 (1 Wohngebäude)[10]
- 1937: 0 Einwohner[11]
- 1950: 5 (1 Wohngebäude)[12]
- 1961: 5 (1 Wohngebäude)[13]
- 1987: 5 (1 Wohngebäude, 1 Wohnung)[14]
- 2017: 6[15]

## Verkehrsanbindung
Die Einöde ist über einen Anliegerweg zu erreichen, die von der Gemeindeverbindungsstraße zwischen Siegenhofen bzw. Siegenhofermühle und Rothenfels bzw. Oberbuchfeld abzweigt.